# Wasilij Liwiencow
Wasilij Andriejewicz Liwiencow (ros. Василий Андреевич Ливенцов, ur. 3 stycznia?/16 stycznia 1914 w Biełych Wodach w obwodzie syrdarskim (obecnie w obwodzie południowokazachstańskim), zm. 14 lipca 2004 w Moskwie) – radziecki polityk, Bohater Pracy Socjalistycznej (1981).

## Życiorys
W 1935 ukończył studia w Instytucie Rolniczym w Ałma-Acie, w latach 1935–1938 starszy agronom w stanicy maszynowo-traktorowej, 1938–1943 starszy i główny agronom obwodowego oddziału rolniczego w Ałma-Acie. Od 1942 w WKP(b), 1943–1944 zastępca kierownika wydziału Komitetu Obwodowego Komunistycznej Partii (bolszewików) Kazachstanu w Ałma-Acie, 1944–1950 kierownik Wydziału Rolnego Komitetu Obwodowego KP(b)K w Tałdy-Kurganie, 1950–1952 II sekretarz Komitetu Obwodowego KP(b) w Tałdy-Kurganie, 1952–1954 II sekretarz Zachodniokazachstańskiego Komitetu Obwodowego KP(b)K/KPK. W latach 1954–1957 kierownik Wydziału Sowchozów KC KPK, 1957–1959 II sekretarz Komitetu Obwodowego KPK w Akmole (obecnie Astana), 1959–1961 II sekretarz Komitetu Obwodowego KPK w Ałma-Acie. Od 1961 do września 1962 przewodniczący Komitetu Wykonawczego Rady Obwodowej w Dżambule (obecnie Taraz), od września 1962 do stycznia 1972 I sekretarz Komitetu Obwodowego (d stycznia 1963 do grudnia 1964: Wiejskiego Komitetu Obwodowego) KPK w Szymkencie, od stycznia 1972 do 22 stycznia 1985 I sekretarz Komitetu Obwodowego KPK w Aktobe, następnie na emeryturze. W latach 1966–1989 deputowany do Rady Najwyższej ZSRR od 8 do 11 kadencji.

## Odznaczenia
- Medal Sierp i Młot Bohatera Pracy Socjalistycznej (19 lutego 1981)
- Order Lenina (trzykrotnie)
- order Rewolucji Październikowej
- Order Czerwonego Sztandaru Pracy (pięciokrotnie)
- Order Wojny Ojczyźnianej II klasy

I medale.